# Agonocryptus
Agonocryptus is een geslacht van insecten uit de orde vliesvleugeligen (Hymenoptera) en de familie Ichneumonidae.

## Soorten
- A. admirandus (Cresson, 1874)
- A. adustus Gupta, 1982
- A. amoenus Gupta, 1982
- A. argentinus Gupta, 1982
- A. bicolor Gupta, 1982
- A. bispotus Gupta, 1982
- A. brevicauda Kasparyan & Ruiz-Cancino, 2005
- A. chichimecus (Cresson, 1874)
- A. erugatus Gupta, 1982
- A. fumosus Gupta, 1982
- A. gossypii Gupta, 1982
- A. heathi (Brues, 1912)
- A. infuscatus Gupta, 1982
- A. leurosus Gupta, 1982
- A. lioneli Gupta, 1982
- A. mulleus Gupta, 1982
- A. physocnemis (Brulle, 1846)
- A. ruficrus Gupta, 1982
- A. rufigaster Gupta, 1982
- A. rufithorax Gupta, 1982
- A. rugifrons Gupta, 1982
- A. russulus Gupta, 1982
- A. tricolor Gupta, 1982
- A. varus (Brulle, 1846)
- A. violascens (Taschenberg, 1876)